# Patit
 (juin 2014).
Patit est un adjectif qui dans le sikhisme désigne le croyant qui a rompu un de ses vœux, vœux dus au baptême sikh, l'Amrit Sanskar et la rentrée dans l'ordre du Khalsa ; ces vœux sont notamment les Cinq K. Patit vient du sanskrit pat : tomber, descendre dans un sens spirituel. Un sikh qui a commis une offense comme se couper les cheveux peut néanmoins après une pénitence retrouver sa position de croyant au sein de la communauté. L'excommunication fait partie du sikhisme mais ne peut être infligée qu'à Amritsar au Temple d'Or, le temple principal de cette religion. Les textes officiels édictés par les théologiens du sikhisme regroupés au sein du Comité Shiromani Gurdwara Parbandhak disent qu'il ne faut pas se couper les cheveux et ne pas transgresser les interdictions que sont les kurahts.